# Uroplectes
Uroplectes is een geslacht van schorpioenen uit de familie Buthidae. Het omvat soorten die voorkomen in zuidelijk Afrika.
Hun holen maken deze schorpioenen onder stenen, bomen en boomstronken, in het zand aan de basis van struiken of in graspluimen. De steek van Uroplectes-soorten is pijnlijk, maar medisch gezien niet van belang. U. planimanus is met een lengte van 7 cm de grootste soort uit het geslacht.